# Hilara incertula
Hilara incertula är en tvåvingeart som beskrevs av Frey 1955. Hilara incertula ingår i släktet Hilara och familjen dansflugor. Inga underarter finns listade i Catalogue of Life.